# Megachile rugicollis
Megachile rugicollis är en biart som beskrevs av Heinrich Friese 1903. Megachile rugicollis ingår i släktet tapetserarbin, och familjen buksamlarbin. Inga underarter finns listade i Catalogue of Life.